# أرطاوي حليت
أرطاوي حليت، هي قرية من فئة (أ) تقع في محافظة الدوادمي، والتابعة لمنطقة الرياض في السعودية. وتبعد أرطاوي حليت عن محافظة الدوادمي بمسافة تقارب () كم.